# Dějiny Švédska

Velký státní znak Švédského království

Dějiny Švédska jsou dějinami území, na němž se dnes nachází Švédské království, ale také dějiny švédského království mimo území současného státu. Dějiny Švédska se začínají psát poté, co z jižního Švédska ustoupil ledovec. První stopy lidské činnosti jsou zaznamenány z doby 12 000 let před naším letopočtem. Ačkoli existují poukazy na kmenové dějiny minimálně od 1. století, až do roku 1000 jsou psané prameny jen útržkovité a tvořené většinou cizinci. V tom, kdy lze hovořit o plnohodnotném švédském státu, se historikové neshodují a mluví o 6. století, stejně jako o šestnáctém. Za zakladatelskou osobnost lze však považovat prvního historicky doloženého krále Erika Vítězného, který se ujal vlády na konci 10. století. Vypálení pohanského chrámu v Uppsale v 11. století můžeme považovat za signál plnohodnotného pokřesťanštění země. Od 11. století lze vysledovat jednotné zákonodárství, ale trůn byl dlouho velmi nejistý a nebylo výjimkou, že král končil zavražděn.
Na konci 14. století se Švédsko dostávalo stále více pod vliv Dánska, které snilo o velké severské říši. To se povedlo na konci 14. století, kdy vznikla Kalmarská unie, ovšem se sídlem v Kodani. Dánská hegemonie vyvolávala ve Švédsku nespokojenost a vedla k sérii povstání. To z roku 1523, které vedl Gustav Vasa, bylo nakonec úspěšné. Gustav se stal králem a Švédsko obnovilo svou samostatnost. Byl to rovněž král Gustav, kdo podnítil tažení protestantismu a vytlačení katolictví. Během 17. století, po vítězství ve válkách proti Dánsku, Norsku, Rusku a Polsko-litevskému státu, se Švédsko stalo evropskou velmocí a převzalo přímou kontrolu nad celou baltskou oblastí. Švédsko sehrálo též zásadní roli ve třicetileté válce, během níž švédská vojska křižovala celý kontinent. Švédská hegemonie ovšem znervózněla sousedy, Nory a Dány, kteří začali proti ní pracovat za pomoci Ruska. Rusko také nakonec Švédy z velmocenského trůnu sesadilo, když je roku 1721 porazilo v Severní válce. Švédové si pak zhojili rány alespoň porážkou Norska (1814), které bylo přinuceno k personální unii (tzv. Švédsko-Norsko), z níž však roku 1905 vystoupilo.
Od poloviny 19. století Švédové vsadili na budování své demokracie, neutralitu a nezasahování do evropských konfliktů (včetně první a druhé světové války a v zásadě i války studené). Ve století dvacátém přidali ještě budování sociálního státu, přičemž klíčovou úlohu v tom měli sociální demokraté (vládli 1932–1976). Švédský sociální stát bývá označován za nejmohutnější v celé Evropě. Silně se Švédsko zapojilo i do evropského integračního procesu, byť odmítlo jednotnou měnu euro.

## Prehistorie a Vikingové
Švédsko má stejně jako sousední Norsko vysokou koncentraci nástěnných maleb, přičemž nejvíce jich najdeme v provincii Bohuslän. Nejstarší však můžeme najít v provincii Jämtland datovaných do let kolem 9000 př. n. l.

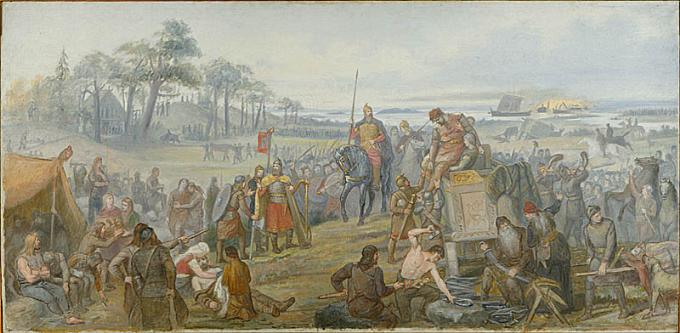
Bitva u Fýrisvelliru, malba z roku 1888

Počátky švédských dějin jsou velmi nejasné. Existenci silných kmenů zaznamenává na území Švédska Tacitus už v roce 98, když píše o panovníkovi, který vládl nad zemí Svealand. Následují zmínky o královstvích Svea Rike a Göta Rike. Pravděpodobně z dob, kdy si Svea Rike podrobila druhou z říší, pochází současný název Sverige. Prvním panovníkem sjednocené říše byl Erik Vítězný (vládl v letech 970–995). Přízvisko Vítězný si získal výhrou v bitvě u Fýrisvelliru, jíž odrazil invazi z jihu. Rozsah Erikova království je sporný. Mimo okolí jezera Mälaren mohlo sahat na jih k Baltskému moři u Blekinge. Saský kronikář Adam Brémský píše, že Erik krátce také ovládl Dánsko poté, co porazil krále Svena Vidlího vouse. Podle Flateyjarbok byl úspěšný, protože se spolčoval se sedláky proti aristokratické třídě jarlů. Zřejmě založil město Sigtuna. Erik byl podle ság švagrem dánského krále Haralda Modrozuba, jeho manželka byla sestrou polského krále a českého knížete Boleslava Chrabrého.
Začátkem středověku patřili Švédové mezi tzv. Vikingy, bojovné kmeny, kteří v 8.-11. století expandovali ze severských zemí (dnešní Norsko, Dánsko a Švédsko) do mnoha částí Evropy a po nějakou dobu je ovládali. Švédští vikingové (varjagové) tvořili elitní družiny ozbrojených kupců, kteří se zaměřili na východ. Po vodních tocích a plochách pronikali z Finského nebo Rižského zálivu k Volze nebo Dněpru. Po těchto vodních cestách postupovali dále k jihu, po Volze do arabských zemí a po Dněpru do Černého moře a Byzance, kde začali varjagové sloužit jako osobní garda byzantských císařů. Podle rozšířené normanské teorie vzniku ruského státu byli Varjagové zakladateli Kyjevské Rusi a její původní panovnické dynastie Rurikovců, která v carském Rusku vládla až do konce 16. století.

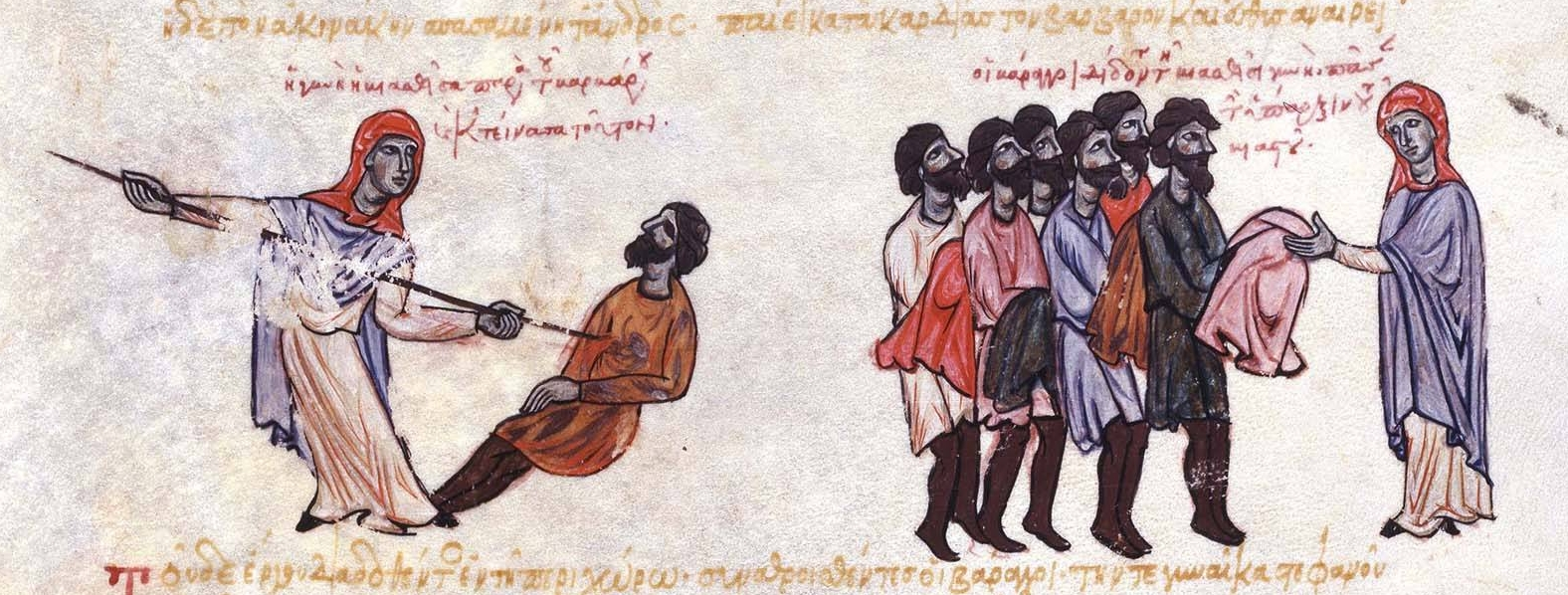
Varjagové jako palácová garda byzantských císařů zobrazení v iluminovaném rukopise kroniky Ioanna Skylitza Σύνοψις Ἱστοριῶν, Synopsis historion

Vikingští místní šlechtici či náčelníci (tzv. jarlové) si ze svého středu volili krále. Jeho moc však byla omezena mocí shromáždění svobodných mužů zvaného thing. V thingu se rozhodovaly důležité záležitosti, ale rovněž se zde hrály hry. Čest znamenala pro vikingy vše, a tak se velice často uchylovali k soubojům (tzv. holmgang), jež byly nedílnou součástí jejich životů a kultury. Postavení žen bylo patrně lepší než v jiných částech tehdejší Evropy. Je známo, že mohly muže žalovat, jestliže na ně sáhl. Podle toho, kam sáhl, se určilo, kolik musí zaplatit. Některé ženy byly i válečnicemi.

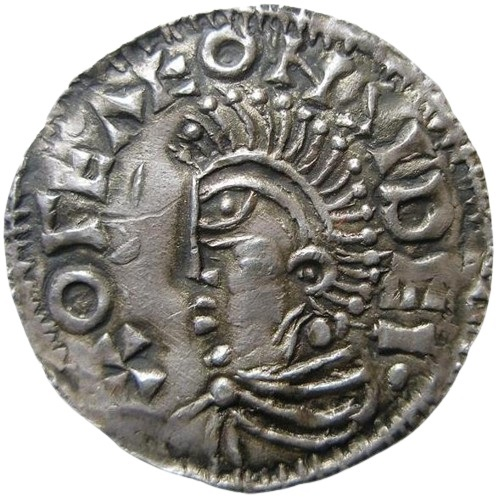
Mince ražená Olofem Skötkonungem

Vikingové byli pohané. Přechod ke křesťanství byl složitý, postupný a občas násilný. Podle Adama Brémského byl v Dánsku pokřtěn již Erik Vítězný, zapomněl však na křesťanskou víru poté, co se vrátil do Švédska. Pokřtěn byl také druhý švédský král Olof Skötkonung, syn Erika Vítězného, a to okolo roku 1008 v Husaby misionářem Sigfridem. Podle Adama Brémského sice Olof až do své smrti zůstal křesťanem, ale protože většina Švédů byli stále pohané, jeho křesťanské aktivity se omezily jen na již pokřesťanštěnou provincii Götaland. Podle legendy byl Olof ve Stockholmu umučen poté, co odmítl obětovat pohanským bohům.
Hlavním časným zdrojem náboženského vlivu byla Anglie, díky kontaktu mezi Skandinávci a Sasy v Danelawu a s irskými misionáři. Německý vliv byl na začátku slabší, navzdory ranému misionářskému pokusu Ansgara. Náboženský vliv z Německa se však postupně ukázal jako dominantní, zejména po normanském dobytí Anglie. Přes úzké vztahy mezi švédskou a ruskou aristokracií neexistuje žádný přímý důkaz pravoslavného vlivu. Problémem byla patrně jazyková bariéra.
Pokřesťanštění v 11. a 12. století přispělo ke vzniku jednotného švédského státu, násilnou christianizaci si za svou politiku zvolil zejména král Stenkil, první panovník z rodu Stenkilů, který Švédsku vládl od roku 1060 až do roku 1125. Ještě Anund Gårdske (vládl kolem roku 1070) však byl svržen, když vydal zákaz lidských obětí v chrámu v Uppsale. Také Inge I. Švédský (1079–1084, 1087–1105) měl být svržen kvůli zákazu pohanských obětí. Právě Inge však roku 1087 znovudobyl Uppsalu, která byla náboženským centrem staré víry celého Švédska (a možná celé Skandinávie), starý chrám zapálil, zabil pohanského vzdorokrále Blot-Svena a znovu uzmul pro sebe trůn. To je v christianizačním procesu patrně zásadní mezník. Inge také přesunul královské sídlo do Götlandu, který byl více pokřesťanštěn, a kde měl větší podporu obyvatel. Blot-Sven bývá označován za posledního opravdu pohanského panovníka Švédska.
Ingeho mladší syn Inge II. zemřel bezdětný a jeho smrtí končí vláda Stenkilů. Manželka Ingeho II. Ulvhild Håkansdotter se později provdala za dánského krále Nielse a ještě později za Sverkera I. (podle některých teorií mimochodem vnuka Blota-Svena) a začala vláda dynastie Sverkerů.

## Sverkerovci, Erikovci a Folkungovci

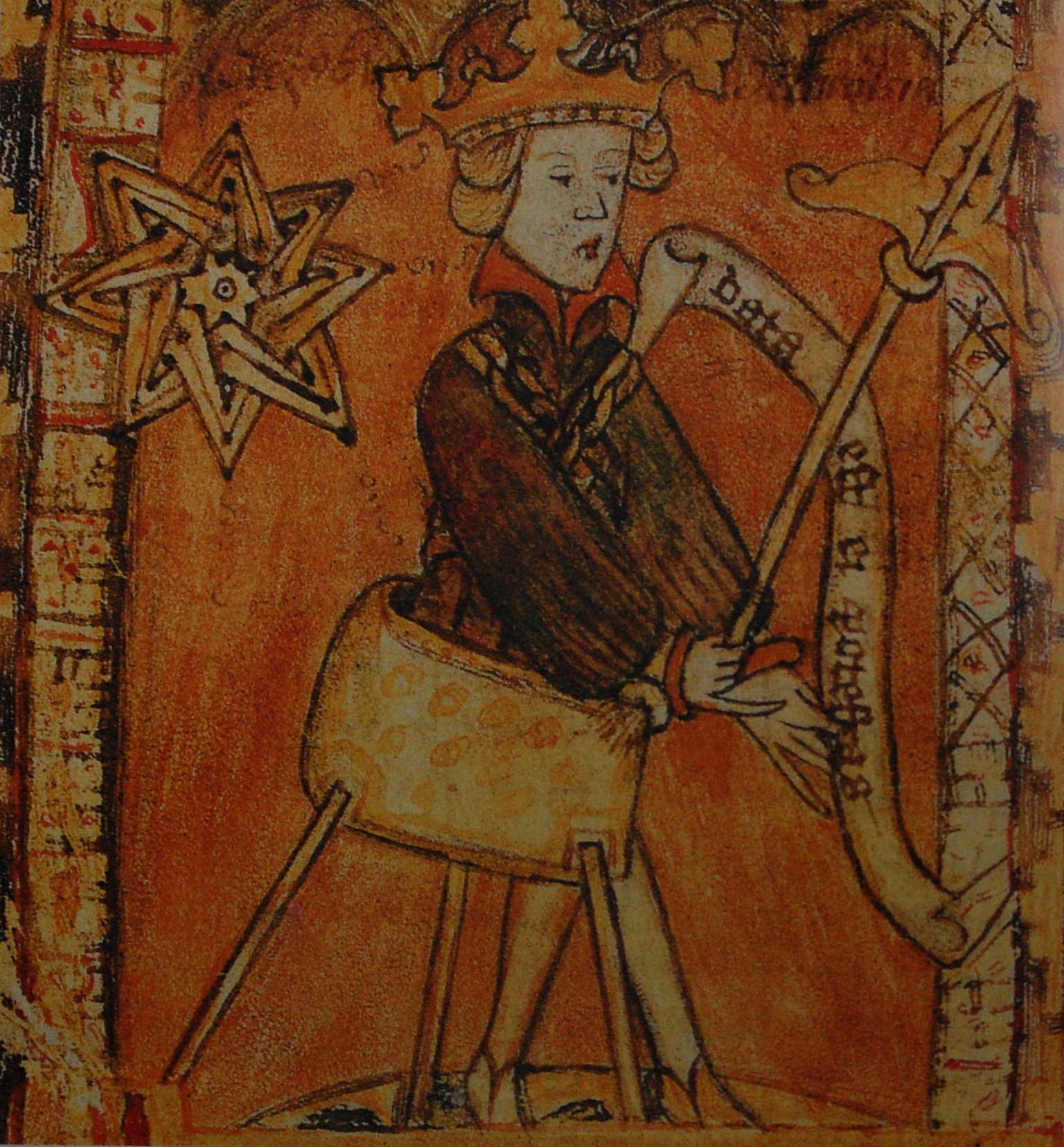
Magnus IV. na iluminaci v Magnus Erikssons landslag, asi z roku 1350

V 11. století se na švédském trůně střídali zástupci dvou dynastií, a to rod Sverkerovců a rod Erikův, po kterých ve 12. století nastoupila dynastie Folkungů. Folkungové jsou známí svými vzájemnými, často krvavými půtkami.
Podle ruských letopisů a záznamů podnikli Sverker I. a Karel VII. Švédský neúspěšné křížové výpravy na východ. Některými historiky jsou švédské křížové výpravy na východ považovány jen za legendu, jiní oponují, že jsou klíčem k rostoucímu napětí mezi Švédskem a Ruskem, napětí, které mělo pokračovat po mnohá léta.
Erik IX. Svatý dal vzniknout prvnímu švédskému psanému zákoníku. Vnitropolitická situace byla ovšem krajně nestabilní – zavražděn byl král Sverker I., jeho nástupce Erik IX. Svatý, jehož mučednický kult rozšířili jeho potomci, jeho nástupce (a vrah) Magnus II. Švédský a jeho nástupce Karel VII. Švédský. I poté pokračovaly občanské války a nekonečné tahanice o trůn.
Během vlády Karla VII. bylo ve Švédsku založeno první arcibiskupství, v roce 1164. Švédské kostely se tím pádem mohly zcela odpoutat od závislosti na dánském arcibiskupství v Lundu. Šlo o důležitý krok k suverenitě Švédska a ohrazování se vůči vlivu Dánů, nejmocnějších Skandinávců ve středověku.
Tzv. jarl (náčelník) Birger Magnusson z Bjölbo, který od roku 1250 vládl jako regent za svého syna, nezletilého krále Valdemara Birgerssona, se pak zasloužil o připojení Finska ke Švédsku. Jarl Birger také založil město Stockholm.

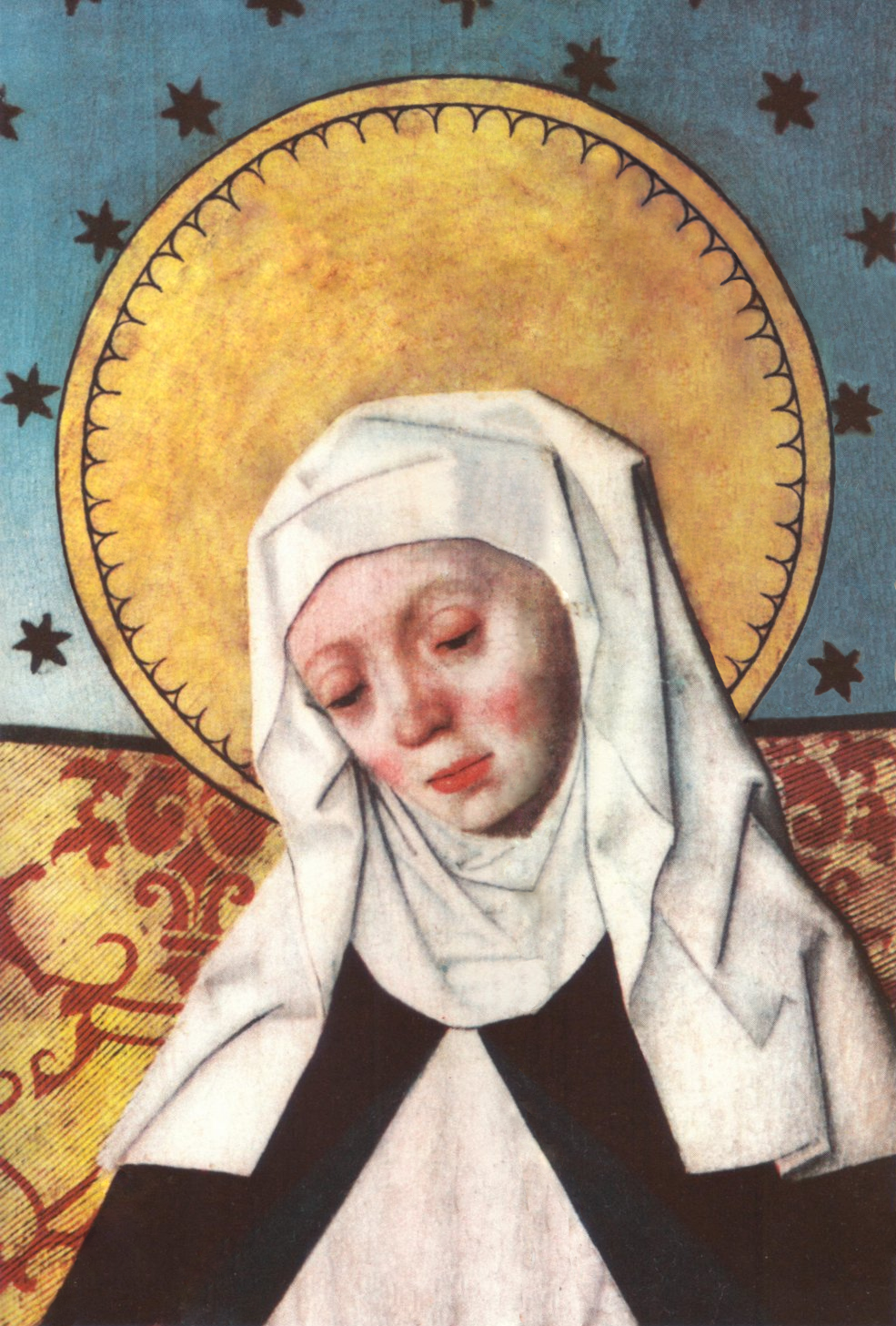
Brigita Švédská

Za Magnuse IV. (vládl 1319–1364) působila nejuctívanější švédská světice Brigita Švédská. Její mystické vize silně ovlivnily středověkou ikonografii Kristova narození a očistce.
Nástup tříletého Magnuse IV. na trůn v roce 1319 také znamenal první spojení Švédska a Norska do jednoho státního celku, když Magnus, syn norské princezny Ingeborg, zdědil norský trůn od svého dědečka Haakona V. Nedospělost krále oslabila ve Švédsku královský vliv a vedla ke vzestupu pozemkové aristokracie a také měst. V roce 1359 král svolal první švédský parlament, Riksdag, do nějž byli pozváni zástupci měst, šlechtici i duchovní. To krále nicméně neuchránilo před šlechtickou vzpourou. Šlechta si vyhlédla v Meklenbursku nového adepta na trůn, Albrechta Meklenburského. Ten pak provedl do Švédska invazi, s pomocí německých hanzovních měst, a král byl skutečně svržen. Nepomohla mu ani pomoc norského krále Haakona VI. Albrecht se stal novým švédským panovníkem, ovšem za cenu toho, že jako první švédský král v historii musel v roce 1371 složit korunovační přísahu, ve které se zavázal převést řadu královských pravomocí na šlechtu. Král nebyl populární, mj. proto, že do úřadů dosazoval často Němce. Nicméně snahu dánského krále Valdemara IV. ho sesadit přestál a moc si udržel. Vaz mu srazil teprve pokus se vymanit z područí švédské šlechty. Když jí zabavil některé majetky, obrátili se šlechtici s žádostí o pomoc na dánskou královnu Markétu I. Tím nevědomky změnili chod švédských dějin a uvrhli Švédsko na delší čas pod dánskou hegemonii. Markéta totiž neváhala, Albrechta sesadila, sama uzurpovala trůn a nově spojila Dánsko a Švédsko (tedy i Norsko) do jednoho státu, jemuž se začalo říkat Kalmarská unie. Švédský král tak od té doby sídlil v Dánsku.

## Kalmarská unie

Markéta I., tvůrkyně Kalmarské unie

Na konferenci na hradě Dalaborg v březnu 1388 přijali švédští magnáti veškeré Markétiny požadavky a zvolili ji „svrchovanou vládkyní“ s tím, že přijmou jakéhokoli následníka, kterého ona určí. Dne 24. února 1389 byla žoldnéřská armáda krále Albrechta v bitvě u Falköping poražena a Albrecht zajat. Markéta tak získala úplnou vládu nad všemi třemi zeměmi. Markéta se nikdy netajila svým cílem spojit celou Skandinávii do jednoho státního celku a vybudovat tak mocnou říši. Neměla to však zdaleka jednoduché. Například neměla vůbec pod kontrolou Stockholm, který byl tou dobou prakticky německým městem. Navíc Albrechtovy vazby na hanzovní města v Německu vedly k tomu, že tato města začala proti Markétě vést pirátskou válku. Baltské a Severní moře rychle zaplnily lodě „Zásobovacího bratrstva“ neboli tzv. vitaliánů, kteří byli původně najati, aby zásobovali obležený Stockholm potravinami. Vitaliáni brzy začali přepadávat dánské, norské i švédské lodě; později i města na pobřeží Finska a Švédska a nakonec dobyli a obsadili i ostrovy Bornholm a Gotland. Markéta musela ustoupit a na základě dohody z Lindholmu (1395) byl Albrecht propuštěn se závazkem do tří let zaplatit výkupné 60 000 marek, přičemž Stockholm byl dán hanze do zástavy. Albrecht ovšem peníze nevyplatil, a tak hanza město získala. Výměnou za obchodní privilegia ho pak v září 1398 předala Markétě.

Vlajka Kalmarské unie

V roce 1389 prohlásila Markéta svého tehdy sedmiletého synovce (jehož adoptovala) Erika Pomořanského norským králem. V roce 1396 mu byl vzdán hold i ve Švédsku, ale i tady si Markéta uchovala úřad regentky do doby Erikovy dospělosti. Aby spojila tři království ještě těsněji, svolala Markéta v červnu 1397 Riksråd (říšskou radu) tří království do města Kalmar a na Svátek nejsvětější trojice (17. června) zde byl Erik slavnostně korunován králem Dánska, Švédska a Norska (ovšem dokud žila, vládla fakticky Markéta). Byl také oficiálně vyhlášen nový stát – tzv. Věčná unie, historiky označovaná ovšem jako Kalmarská unie. V Kalmaru podepsaná smlouva zaručovala švédským šlechticům jejich práva, ale pro Markétu šlo o bolestný kompromis, neboť vše, co bránilo slití tří království do jedné entity, jí bylo proti srsti. Moc švédské šlechty se jí nakonec podařilo značně omezit (mnohem více než norské).
Markéta snila o tom, že se severská říše rozšíří i o Anglii a vedla o tom i jednání, ale znamenalo by to pro ni vstoupit do stoleté války mezi Francií a Anglií, čehož se obávala. K částečnému propojení královských rodů ale došlo a byla uzavřena obranná aliance.

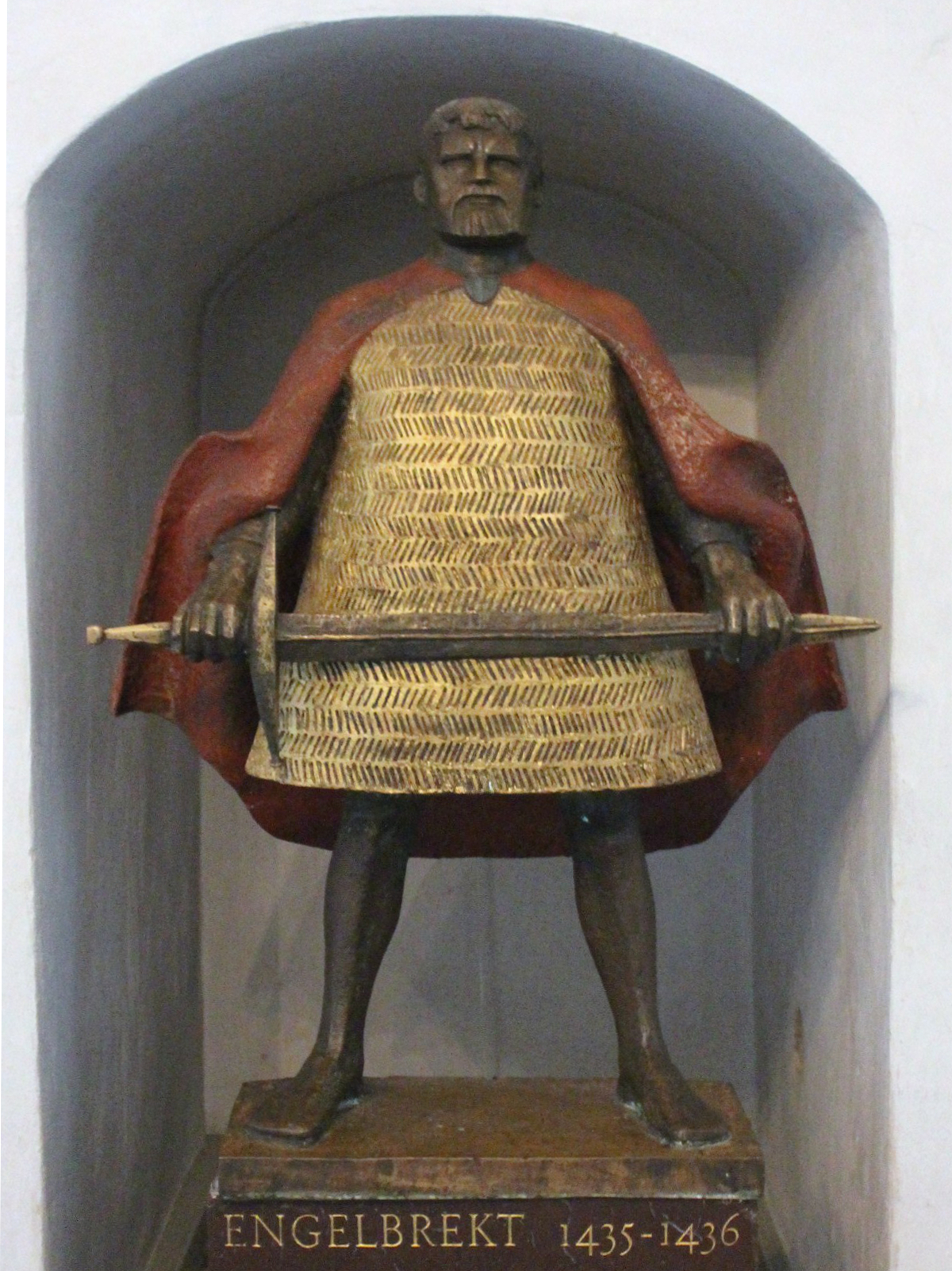
Rebel Engelbrektsson, socha v Örebro

Markéta zemřela roku 1412, a to byl také začátek eroze kalmarské jednoty. Když se reálně ujal moci Erik Pomořanský, rychle dal najevo, že jediné území, o jehož blaho mu opravdu jde, je dánské – zahájil velkorysou výstavbu v Kodani, zakládal města v Dánsku, nikoli však v Norsku a Švédsku. To vedlo k nespokojenosti. Dalším jablkem sváru bylo, že ve Švédsku obsazoval Erik úřady Dány, nebo Němci. Problémem byla i králova povaha, neboť byl člověkem prudkým, prchlivým a se sklonem k autoritářství. Napětí ve Švédsku vygradovalo, když Erik začal válku s německými hanzovními městy. Aby ji ufinancoval, zvedl daně. Hanzovní lodě navíc zablokovaly obchod v Baltském moři, což byla pro Švédsko smrtící kombinace. Výsledkem bylo povstání, které v roce 1434 vedl švédský šlechtic a majitel dolů Engelbrekt Engelbrektsson, jehož doly utrpěly zdaněním nejvíce. Do rebelie se široce zapojili horníci z Engelbrektssonových dolů a také zemědělci z Dalarny, kteří krále vinili ze zhoršení své sociální situace. Roku 1435 byl Engelbrektsson zvolen vůdcem stavovského sněmu (Riksens ständer), který sídlil ve městě Arboga, čímž vzpoura dostala charakter stavovského povstání. Sněm načas převzal vládu v zemi a Engelbrektsson se stal jejím regentem. Ostatní šlechtici měli ovšem trochu jiné představy než Engelbrektsson a nakonec upřednostnili jako vůdce sněmu Karla Knutssona, zatímco Engelbrektsson ustoupil do pozadí. Brzy poté byl zavražděn šlechticem Månsem Bengtssonem, čímž se sněmu definitivně otevřela cesta k dohodě s králem. K té také brzy došlo, avšak postava Engelbrektssona se ve Švédsku stala silným protidánským symbolem.
Sněm se s králem dohodl, že Kalmarská unie bude napříště svazkem tří suverénních států řízených vlastními sněmy na základě zemského práva. Král však brzy dohodu porušil. Zanedlouho si znepřátelil i dánskou šlechtu. Nakonec byl sesazen z trůnu: v Dánsku a Švédsku v roce 1439, v Norsku v roce 1442. Šlechtici všech tří království oslovili Kryštofa III. Bavorského z rodu Wittelsbachů. Ten urovnal spory s Hanzou, což umožnilo konsolidovat švédské hospodářství. Nicméně kýženou suverenitu Švédsku nový král nepřinesl. V počátcích svého panování se sice snažil o zachování rovnováhy mezi všemi třemi zeměmi unie, později však přešel na pozice dánské dominance. Švédské dějiny ovšem ovlivnil tím, že nově kodifikoval švédské právo (Kristoffers Landslag). Kvůli vzrůstající nespokojenosti ve Švédsku svolal počátkem roku 1448 sněm do Jönköpingu, než však sněm mohl začít jednat, král náhle zemřel, a to bez přímých dědiců. Svým způsobem to znamenalo zánik Kalmarské unie, neboť zatímco v Dánsku si zvolili za krále Kristiána I., ve Švédsku byl zvolen Karel Knutsson (bývalý regent).
Dánové si samozřejmě nechtěli nechat svůj vliv jen tak vzít, zvlášť když Knutsson měl i doma řadu nepřátel. Od roku 1451 tak byly Švédsko a Dánsko ve stavu války. Během následujících dvaceti let byl Karel dvakrát sesazen z trůnu (na úkor Kristiána), ale vždy se dokázal na trůn znovu vrátit (vládl 1448–57, 1464–65, 1467–70). Klíčovou roli v těchto tahanicích hrál vlivný šlechtic Erik Axelsson, který v průběhu sporů různě měnil strany.

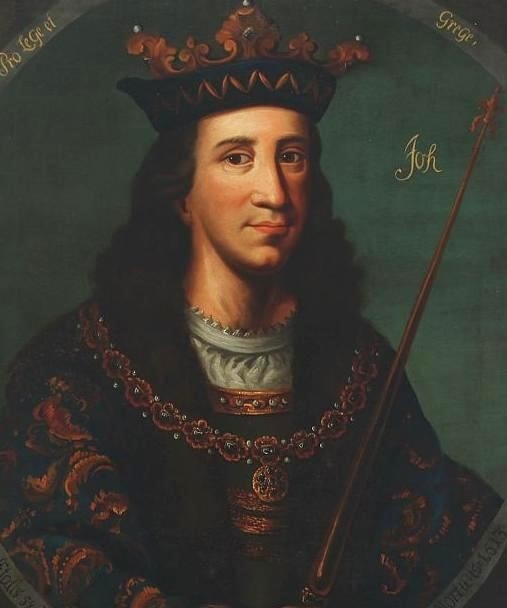
Jan I. Dánský

Karlovým nástupcem Janem I. (Kristiánovým synem) byla personální unie s Dánskem a Norskem obnovena, byť ve Švédsku regent Sten Sture zdržoval 14 let Janův nástup na trůn země. Když však Rusové zaútočili na Finsko (tehdy součást Švédska), Sture jako vojevůdce selhal, což proti němu postavilo švédskou šlechtu, a ta požádala krále Jana o zásah. Jan roku 1497 vstoupil do Švédska s početným žoldnéřským vojskem a 28. září porazil Stena Stura u Rotebra v okolí Stockholmu. Do švédského hlavního města vstoupil 11. října 1497 a 26. listopadu byl korunován švédským králem. Když však Jan drtivě prohrál v následujícím sporu s Holštýnskem, vypukla proti němu ve Švédsku a Norsku vzpoura. Moc znovu uchopil Sture. Králova manželka Kristina bránila proti obležení švédských rebelů stockholmský hrad. Ten padl jako poslední pevnost dánského krále ve Švédsku 9. května roku 1502. Po svém odchodu ze Švédska Jan zahájil se Švédy jednání, která nevedla k žádnému výsledku, takže v roce 1507 zahájil opět válku. Přitom srovnal se zemí řadu sídel na švédském pobřeží. Trůn už však nevybojoval zpět.

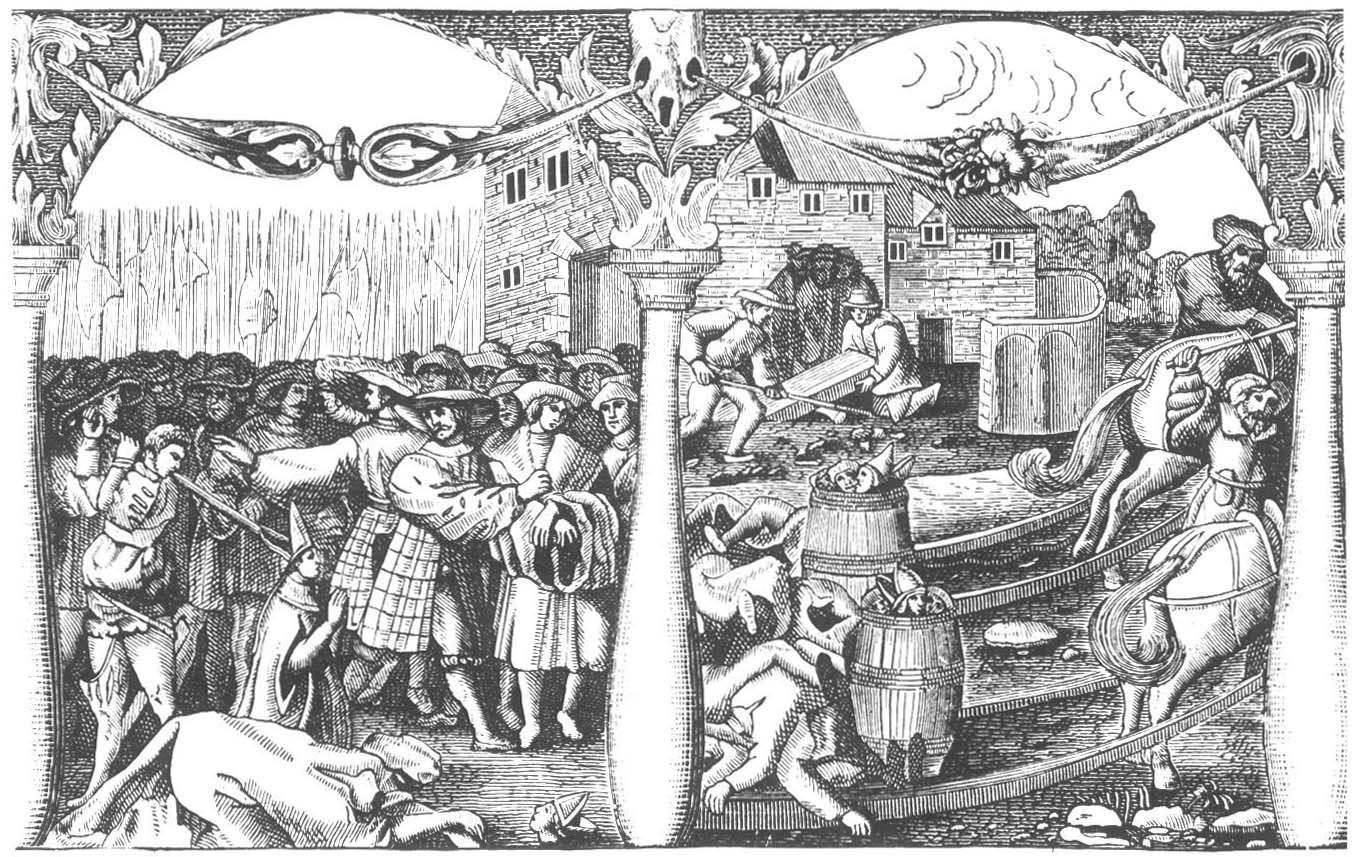
Stockholmská krvavá lázeň

Po smrti Jana I. byla Kalmarská unie de facto v troskách, ve Švédsku vládli regenti. Jejím posledním záchvěvem bylo, když se roku 1520 na švédský trůn dostal Kristián II. Jeho pokus učinit švédský královský titul dědičným však vzápětí vedl k další rebelii. Kristián odpověděl terorem. 7. listopadu 1520 nechal uvěznit a popravit 82 vedoucích švédských šlechticů. Tento masakr, který vešel do dějin jako Stockholmská krvavá lázeň, přinesl Kristiánovi přídomek Tyran a vyvolal ve Švédsku mohutné povstání v čele s Gustavem Vasou. Toto povstání už Kalmarská unie nepřežila.

## Švédská samostatnost a třicetiletá válka

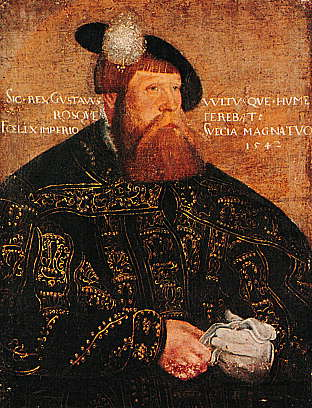
Gustav I. Vasa

Gustav I. Vasa je v tradiční švédské historiografii označován za zakladatele moderního švédského státu a za „otce vlasti“. Krom toho, že vytvořil silnou centrální vládu (zejm. s pomocí německých úředníků), ovlivnil švédskou kulturu tím, že podporoval zavedení protestantismu. Důvodem byla patrně snaha získat církevní majetek k pokrytí dluhů z osvobozenecké války, jež měl Vasa zejména vůči hanzovnímu městu Lübeck, bez něhož by jeho revoluce sotva uspěla a jemuž také po nástupu na trůn udělil monopol na obchod v Baltském moři. V roce 1527 svolal Vasa takzvaný reformační sněm do Västerås, přerušil styky s papežem a na sněmu se postavil do čela švédské národní církve. Mnoho zlatých a stříbrných církevních předmětů, a také několik slavných zvonů, pak bylo odesláno do Stockholmu, kde byly roztaveny a posloužily švédskému státu. Oficiálním zdůvodněním bylo obrazoborectví, ale Vasa nebyl nábožensky orientovaným člověkem a jeho zájem byl spíše utilitární.

Znak rodu Vasovců

V roce 1530 nová církev převzala augsburské vyznání. Nejvyšším knězem nové církve (svým způsobem premiérem země) se stal Olaus Petri. Ten bojoval zejména za kázání ve švédštině a podporoval také švédský překlad Bible, jenž byl dokončen roku 1540. První švédská kázání i překlad byly důležitým milníkem na cestě ke kodifikaci spisovné švédštiny. Vasova reformace měla ovšem i stinné stránky, církev přestala plnit humanitární úkoly a stala se rychle neoblíbenou. První fáze reformace znamenala také izolaci od zbytku Evropy (krom Německa) a úpadek vzdělanosti (na sto let byla zavřena i Uppsalská univerzita). Barbarský vztah měl král také ke knihám, kterými pohrdal. Tyto tendence zesílili, když se Vasa s idealistou Petrim dostal do konfliktu a nechal ho odstranit.
V roce 1542 Vasa nakonec čelil rolnickému povstání, jež vedl Nils Dacke. Rolníci nebyli spokojeni s novou církví, ani s pádem zahraničního obchodu (okolní země byly nepřátelské, zejm. klíčové Dánsko). Přestože se král pokusil proti povstání zasáhnout s nejvyšší rozhodností a nasadil i německé žoldnéře, povstalce neporazil a byl nucen podepsat v Linköpingu se vzbouřencem Dackem potupnou mírovou smlouvu, v níž se zavázal, že přestane s konfiskacemi církevního majetku, zejména vybavení kostelů. Na území ovládaném Dackem (Småland) se mohla dokonce vrátit katolická církev a Dacke sám mohl uzavírat obchodní smlouvy s Dány. Nakonec však Vasa Småland přece jen porazil, Dackeho zabil, jeho příbuzné popravil a mnoho povstalců vyhostil do Finska. Poté Vasa upevnil svou moc a královský titul učinil dědičným. Švédsku pak vládla dynastie Vasovců, až do roku 1659.
Jedním ze zvláštních rysů Vasovy vlády byl zákon zakazující sňatky věkově příliš vzdálených lidí. Ačkoli mnozí upozorňují, že šlo o osobní rozmar plynoucí z nevyvedeného třetího manželství se sedmnáctiletou dívkou, skutečností je, že zákon zabránil sňatkům s dětmi, tehdy nikoli neobvyklým, což položilo základy významné švédské tradice ochrany dětí a jejich práv.
Gustavův syn, Erik XIV., dobyl Estonsko, což zhoršilo vztahy s Polskem. Poté se dostal do války s Dánskem a Lübeckem, k nimž se připojila Polsko-litevská unie (Severská sedmiletá válka, 1563–1570). Válka skončila patem, bez jasného vítěze, Švédsko nicméně uhájilo nezávislost na Dánsku. Vnitřní politiku ovšem neblaze ovlivnila Erikova psychická nemoc, jíž byla podle všeho paranoia. Obětí podezřívavosti, jíž obratně využíval zvláště rádce Jöran Persson, se stala zejména vlivná rodina Sture, mnoho jejích členů král nechal povraždit. Poté, co se osobnost krále Erika zcela rozpadla, jeho mladší bratr Jan III. ho nechal uvěznit a sám nastoupil na trůn.

Smrt Gustava II. Adolfa u Lützenu, 1632

Vývoj Švédska 1560–1660

Jan III. zlepšil vztahy s katolickou církví. Cílem bylo zejména umožnit průnik dynastie Vasa do Polska, což se podařilo a jeho syn Zikmund se stal roku 1587 polským králem. Přestože si podporou katolíků znepřátelil část šlechty a bratra Karla, jeho vize se po jeho smrti naplnila, když se Zikmund stal i švédským králem a vznikla švédsko-polská unie. Dlouho však nevydržela, když ve Švédsku Zikmunda svrhl strýc Karel. To vedlo k téměř sedmi desetiletím konfliktů mezi rozděleným rodem Vasa, respektive s Polskem. Přidal se též konflikt s Ruskem a Dánskem (o Laponsko). Tyto konflikty zdědil Gustav II. Adolf, výjimečný stratég a politik. Chytře uzavřel mír s Dánskem (1613) i Ruskem (1617), aby se mohl soustředit na válku s Polskem a s katolicismem vůbec. To ovšem silně ovlivnilo evropské dějiny, neboť jeho tlak na katolicismus byl jedním z faktorů, který vyvolal třicetiletou válku, zničující celoevropský konflikt, který – alespoň zpočátku – byl nejen velmocenským, ale i náboženským. Do třicetileté války Gustav II. Adolf vstoupil oficiálně až roku 1630 (ale již jeho operace v Polsku a východním Prusku konflikt samozřejmě ovlivňovaly). Padl dva roky poté u Lützenu, v bitvě proti Katolické lize vedené Albrechtem z Valdštejna. Byl jedním z posledních panovníků v Evropě, který padl v bitvě. Do čela válčícího švédského státu se pak postavila jeho dcera Kristýna. Pod jejím vedením švédská vojska operovala i na českém území, známé je například obléhání Brna v letech 1643 a 1645, je též zodpovědná za uloupení uměleckých sbírek císaře Rudolfa II. z Pražského hradu a malostranských paláců po krátkém obsazení Prahy švédskými vojsky v roce 1648. Švédské vojsko získalo rabováním na Pražském hradě pro Kristýnu 500 obrazů, 70 bronzových soch, 370 vědeckých přístrojů, 400 indických kuriozit, stovky korálů, slonoviny a drahých kamenů. Dodatečně si královna vyžádala ještě krádež Rudolfovy knihovny. 24 hodin po jejím odvezení byl podepsán vestfálský mír a třicetiletá válka skončila. Švédsko patřilo k jejím jasným vítězům. Krom uloupeného bohatství získalo i řadu území – Pobaltí, Pomořansko ad. Navíc územně expandovalo i krátce po válce, když Kristýnin bratranec a nástupce Karel X. Gustav porazil Polsko a Dánsko, které přišlo o řadu území (viz Roskildský mír). Švédsko se tak v půlce 17. století vynořilo jako regionální velmoc a jeden z nejmocnějších států Evropy.

## Konec velmocenského postavení Švédska

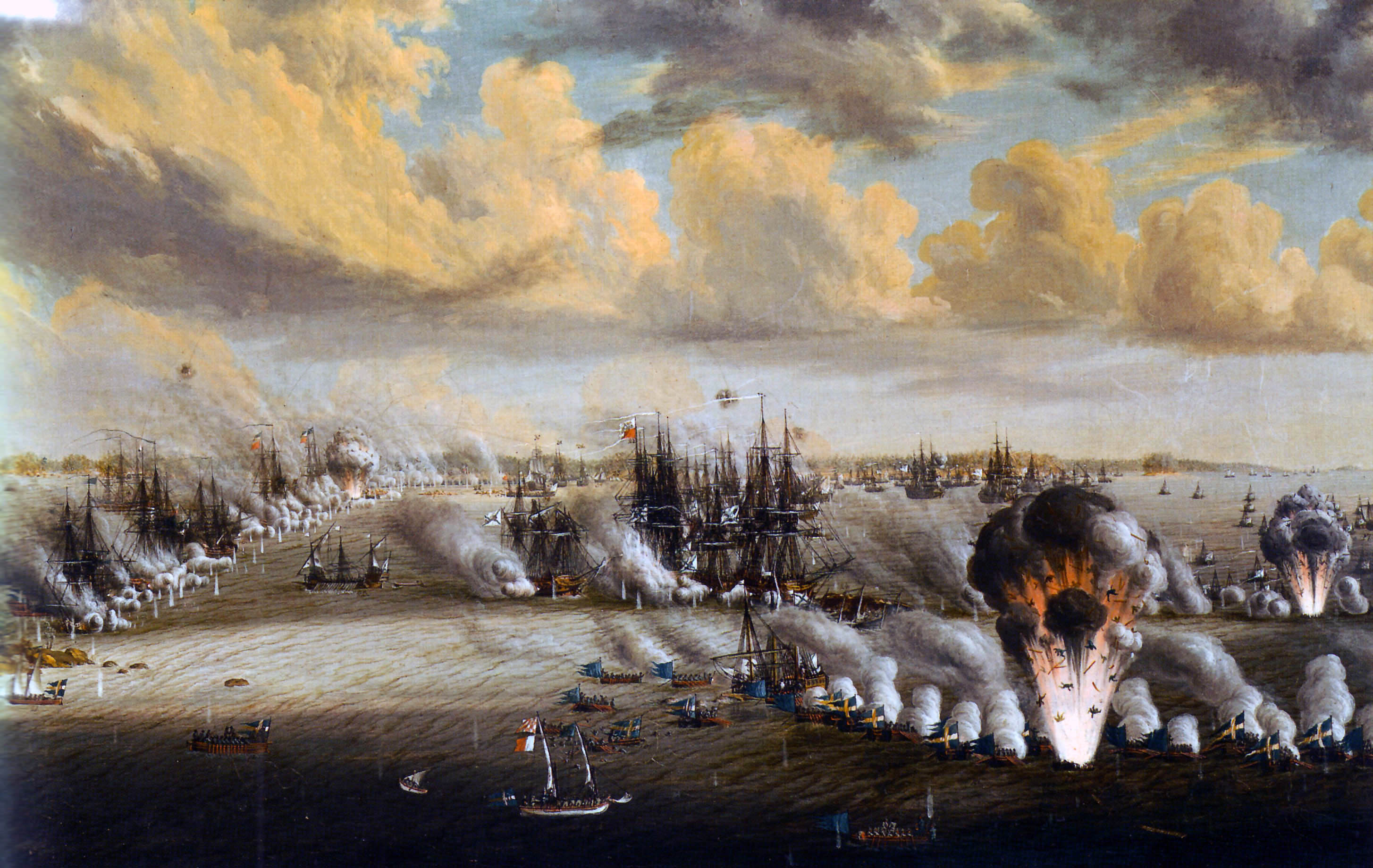
Bitva u Svensksundu (1790)

Hegemonie získala první trhliny za panování Karla XI., který uzavřel nepříliš šťastnou spojeneckou smlouvu s Francií, jež ho zatáhla do bojů v Německu, kde švédská armáda utrpěla drtivou porážku v bitvě u Fehrbellinu, která otřásla její pověstí, jíž si vydobyla během třicetileté války a krátce po ní. Nástupu mladého panovníka Karla XII. roku 1697 chtělo využít tehdy rozmáhající se Rusko k upevnění svých pozic. Car Petr I. Veliký začal obléhat švédský přístav Narva, ale švédský král mu přichystal zdrcující porážku (Bitva u Narvy). Tak začala Velká severní válka, která skončila Nystadským mírem z roku 1721 a Švédsko ztratilo pobaltská území i své velmocenské postavení na úkor Ruska.
V době panování následnice Karla XII. Ulriky Eleanory a zejména pak jejího manžela, švédského krále Fridricha I., byla královská moc značně zredukována ve prospěch parlamentu Riksdagu (tzv. Věk svobody). V parlamentu se střetávaly zejména frakce čepců a klobouků. Klobouky se orientovaly na Francii a agresivně se stavěly k Rusku, Čepce byly spíše proruské. Klobouky nakonec na popud Francie zatáhly Švédsko do dvou válek proti Rusku a Prusku, přičemž zejména ta druhá, sedmiletá válka, byla národní katastrofou a značila definitivní pohřbení velmocenských snů. Stála Švédy 40 000 životů. Až puč Gustava III. (1772) a jeho absolutistická vláda vrátila moc pevně do rukou krále. I Gustav III. vytáhl proti Rusku (rusko-švédská válka 1788–1790), byl však úspěšnější než jeho předchůdci. Triumfoval v bitvě u Svensksundu a mírovou smlouvou z Värälä se Švédsko vymanilo z ruského vlivu.

## Ztráta Finska a nástup rodu Bernadotte

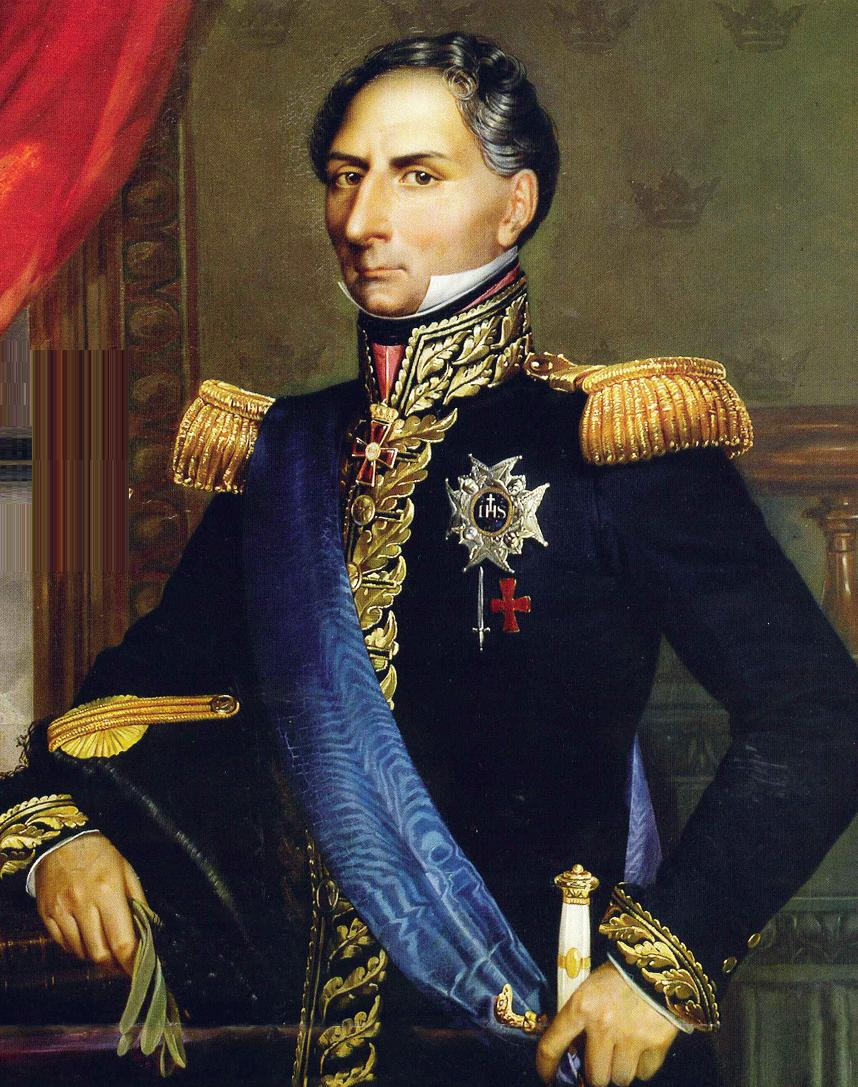
Karel XIV. Jan, asi 1840

Napoleonské války a zejména boje s Ruskem vedly až k ztrátě Finska roku 1809. Švédská šlechta sesadila málo schopného krále Gustava IV. Adolfa, jenž i s nejstarším synem Gustavem a celou rodinou musel odejít do exilu v Německu. Králem se v roce 1810 stal jeho bezdětný strýc Karel XIII. Politikové hledali pro něj dostatečně silného nástupce, který by se zároveň podřídil Rigsdagu. Takového se stoupencům Francie podařilo hned v roce 1810 najít ve francouzském maršálu Jeanu-Baptiste Bernadottovi, který byl bezdětným králem adoptován jako syn a posléze po smrti Karla XIII. nastoupil v roce 1818 na trůn jako Karel XIV. Johann. Tomu se podařilo pro Švédsko získat Norsko na úkor Dánska smlouvou z Kielu.
Od skončení napoleonských válek se Švédsko, také díky své poloze na severovýchodním okraji Evropy, nezúčastnilo již žádného ozbrojeného konfliktu, což mu umožnilo značnou hospodářskou prosperitu a stabilní společenské poměry. Rod Bernadotte vládne ve Švédsku dosud.
Od 19. století a zvláště v 2. polovině 20. století se Švédsko začalo měnit z převážně zemědělské společnosti v silnou industriální zemi, kterou je v současnosti. Tento vývoj přinesl i odchod desítek tisíců lidí do USA.

## Rozchod unie s Norskem
Ačkoliv mělo Norsko v unii značnou autonomii, sílily v Norsku tendence k osamostatnění. Roku 1884 vzniká první Norská vláda. Hlavním bodem rozporu se stala snaha Norů mít vlastní konzuly v zahraničí, kterýžto návrh král Oskar II. třikrát vetoval. Pomalu se schylovalo k válce a obě země provedly několik vojenských cvičení. Norsko se chtělo odtrhnout, což král podmiňoval mimo jiné referendem. To se v Norsku uskutečnilo s jednoznačným výsledkem pro rozdělení unie. Po schůzkách v Karlstadu pak došlo k mírovému rozdělení obou zemí. Norskou korunu nabídnutou rodu Bernadotte král Oskar II. odmítl.

## Moderní dějiny

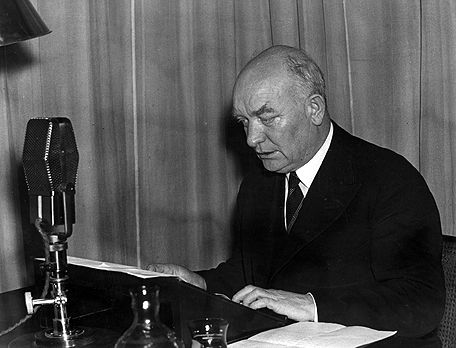
Per Albin Hansson

Švédsko bylo v první světové válce neutrální, ačkoli švédská vláda sympatizovala střídavě s oběma stranami konfliktu. Nejprve koketovala s možností přiklonit se na stranu Centrálních mocností a udělala jim ústupky - uzavřela válečným lodím Trojdohody přístup do Baltského moře a dokonce krátce okupovala Alandské ostrovy společně s Němci. Později Švédové však podepsali dohody umožňující obchod s dohodovými mocnostmi, byť to způsobilo pád vlády Hjalmara Hammarskjölda.
Během první světové války si na své přišel švédský průmysl, který díky válce zažil masivní poptávku po švédské oceli, kuličkových ložiscích či buničině. Zatímco bojující velmoci nebo okupované státy vyšly z války vysílené, Švédsko jako bohatá země, která plynule navázala dalším mimořádným růstem ve 20. letech. Tím byly vytvořeny předpoklady pro budování sociálního státu, o dvě desetiletí dříve než jinde v Evropě. Když se sociálnědemokratická strana chopila moci v roce 1932, budování sociálního státu se rozjelo naplno. U kormidla stál Per Albin Hansson, sociální demokrat, jenž byl téměř čtrnáct let premiérem Švédska, což je druhý nejdelší mandát ve švédské historii. Švédští sociální demokraté novému modelu společnosti říkali Folkhemmet (Domov lidu).
 Nešlo v něm jen o sociální podmínky nižších vrstev, ale o zapojení co nejširšího množství lidí do rozhodování – občanská společnost byla vyzývána, aby nominovala lidi do zvláštních výborů, které dávaly doporučení k vládním návrhům ještě předtím, než je vláda projednala.

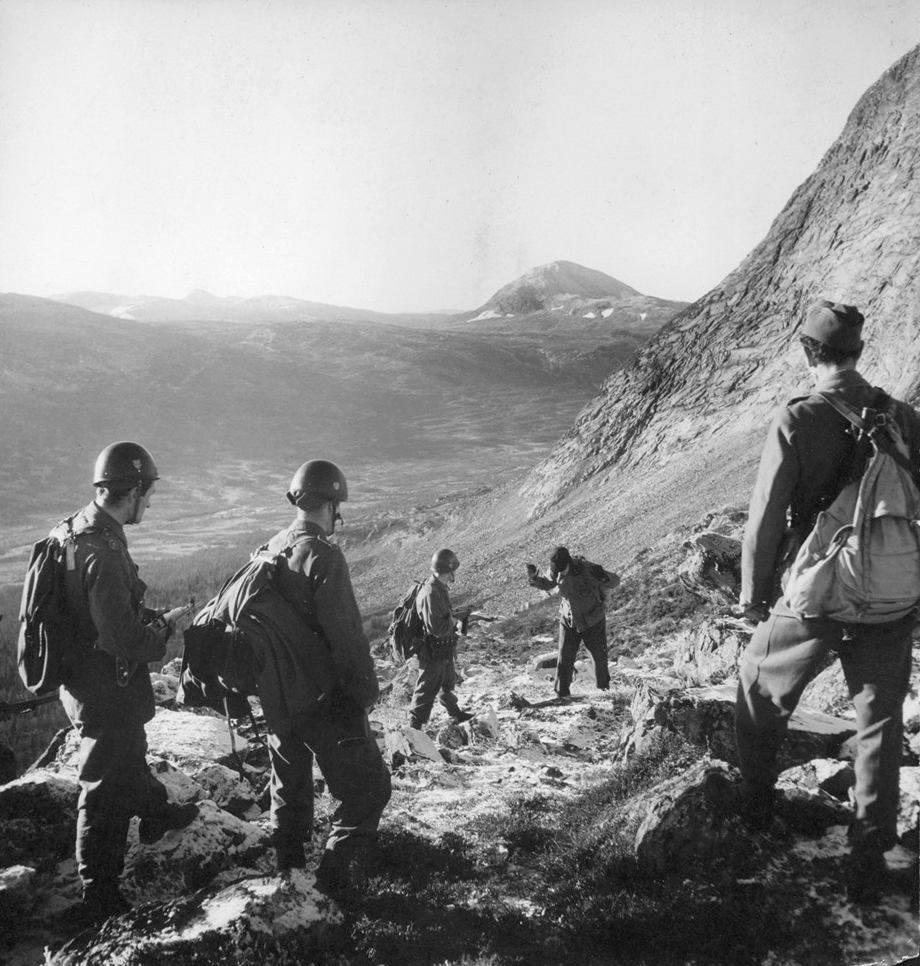
Švédští vojáci zachycují uprchlíka z okupovaného Norska, 1944

Ve 30. letech se Švédové pokusili na sovětský a německý expanzionismus reagovat snahou o severskou obrannou spolupráci, avšak zůstali neúspěšní. Ačkoli tisíce švédských dobrovolníků bojovaly v zimní válce po boku Finů proti Sovětům, švédská vláda nakonec vsadila znovu na neutralitu, jako v první světové válce. Taktika neutrality i tentokrát Švédům vyšla, na rozdíl od jiných zemí (např. Belgie). Bojům ve druhé světové válce se tak Švédové vyhnuli. Diskuse nicméně i po letech vyvolává, že Švédové dovolili německým vojskům projít přes své území při okupaci Norska i při útoku na Sovětský svaz, a že také nacistický režim zásobovali po celou dobu války svou ocelí. Švédská média také po celou dobu války nepsala o holocaustu. Ve švédské historiografii se této politice říká někdy „malý realismus“ a konstatuje se, že švédská neutralita „byla ohnutá, ale nikoli zlomená“. Stát byl během války řízen vládou národní jednoty, která zahrnovala všechny hlavní strany v Riksdagu. Mezi hlavní konstruktéry politiky neutrality patřil ministr zahraničí Christian Günther.
K nejčestnějším švédským válečným příběhům patří humanitární mise švédského diplomata Raoula Wallenberga, který jako sekretář švédské vládní delegace koncem roku 1944 pomohl zachránit desítky tisíc Židů z nacisty okupovaného Maďarska. Wallenberg zmizel v lednu 1945 a pravděpodobně zemřel v sovětském vězení v roce 1947.

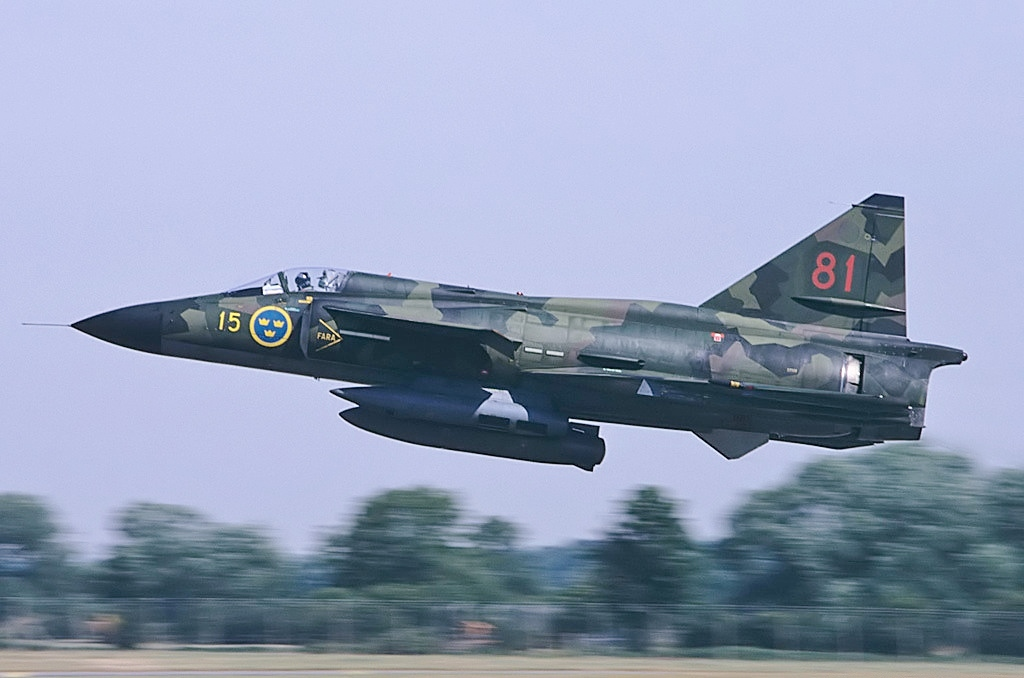
Saab 37 Viggen vyráběný v letech 1972–2005

Po válce se Švédsko rozhodlo ve své neutralitě setrvat. Zůstalo stranou bloků studené války, byť svou otevřenou a částečně tržní společností přirozeně přináleželo spíše k Západu. Do NATO vstoupilo až v návaznosti na plnohodnotnou ruskou agresi vůči Ukrajině v roce 2024. Ale již před tím neoficiálně existovaly silné vazby na Spojené státy americké, Německo a severské sousedy, kteří členy NATO byli. Na počátku šedesátých let byly americké jaderné ponorky vyzbrojené jadernými raketami Polaris A-1 rozmístěny nedaleko západního pobřeží Švédska. Šlo o součást tajné dohody, v níž USA poskytly Švédsku záruku, že provedou odvetný jaderný útok v případě sovětského útoku na Švédsko. USA také poskytly významnou pomoc při vývoji švédských bojových letounů (silné švédské letectvo bylo považováno za nezbytné pro případné paralyzování sovětských protiponorkových letadel), na oplátku švédští vědci z Královského technologického institutu významně přispěli ke zlepšení zaměřování raket Polaris. Švédsko v 50. a 60. letech 20. století investovalo do obrany nejvíce po USA, Sovětském svazu a Izraeli a vybudovalo třetí nejsilnější vojenské letectvo na světě. Odmítlo však vyvinout jaderné zbraně.

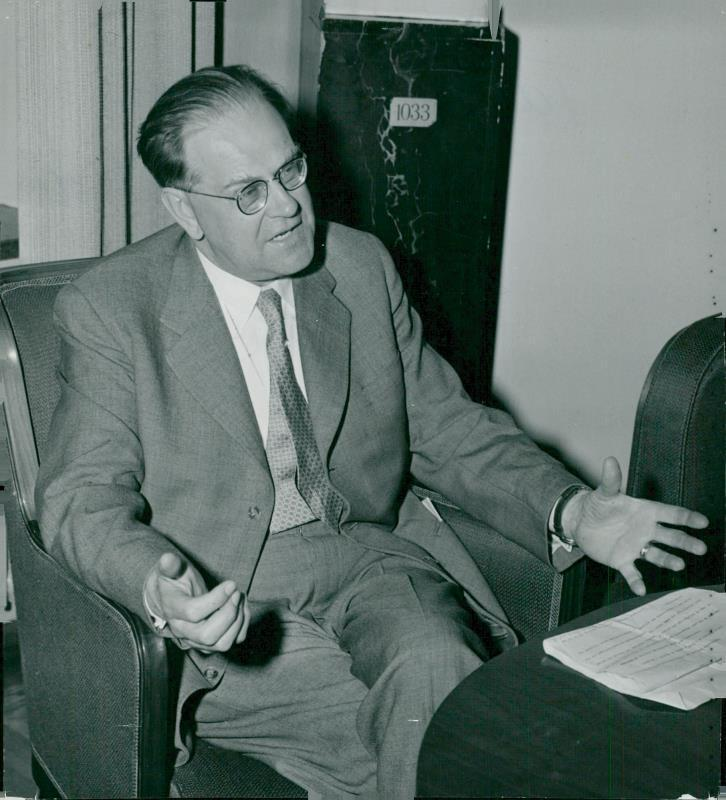
Tage Erlander, 1952

Padesátá a šedesátá léta 20. století byla zároveň zlatým věkem švédského sociálního státu. Jejich symbolem byl sociální demokrat Tage Erlander, jenž byl třiadvacet let nepřetržitě předsedou švédské vlády (1946–1969), což je švédský rekord a jeden z nejdelších premiérských mandátů v historii moderních demokracií. Erlander odmítl znárodňování, ovšem trval na budování silného veřejného sektoru, zejména veřejného zdravotnictví a důchodového zabezpečení. Pomohlo mu, že tak jako z první, i z druhé světové války vyšlo Švédsko bohatší, a navíc se svezlo na poválečném hospodářském boomu, který prožívala celá západní Evropa. Švédsko tak prožilo tzv. éru rekordů (Rekordåren), kdy hospodářství každým rokem rostlo pozoruhodnými skoky. Erlanderova autorita byla neotřesitelná, když roku 1968 stranu naposledy vedl do voleb, získal nadpoloviční většinu hlasů. Za svého nástupce si vyvolil Olofa Palmeho, který nastoupil do čela vlády v roce 1969, avšak mířil do mnohem složitějších časů než jeho mentor. Jako v jiných západních zemích byla zlomovým momentem ropná krize roku 1973, po níž se i švédská ekonomika poprvé od druhé světové války zakymácela. Spolu s tím klesla i popularita sociálních demokratů.

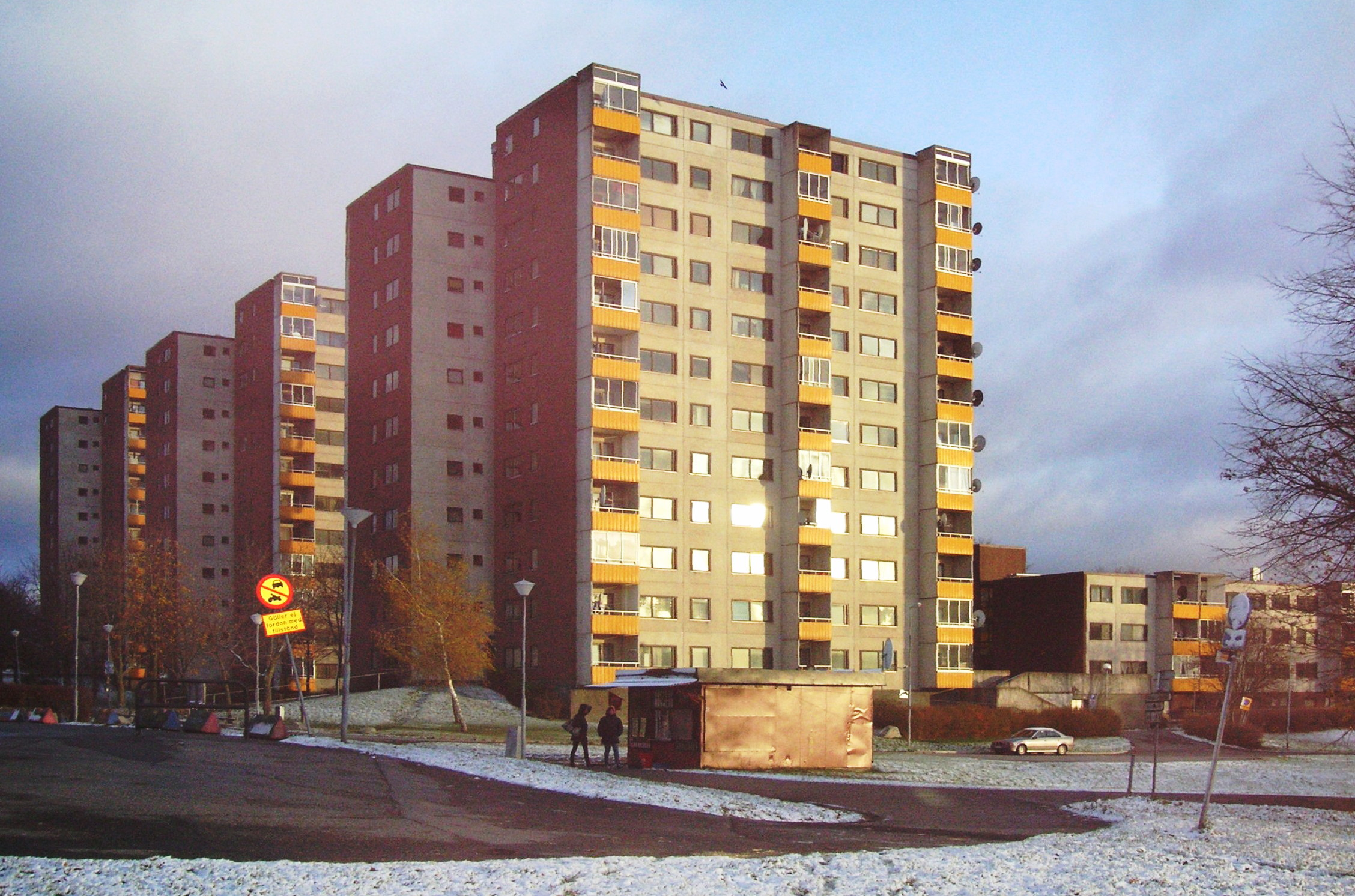
Na konci 60. let vláda přišla s tzv. Miljonprogrammet, výstavbou milionu bytů, hlavně v panelových sídlištích. Na snímku sídliště ve městě Fittja.

V roce 1976 ztratili sociální demokraté poprvé parlamentní většinu a do čela vlády se postavil předseda Strany středu (Centerpartiet) Thorbjörn Fälldin. Sociální demokraté vládu uchopili znovu až v roce 1982. 28. února 1986 byl však švédský premiér Olof Palme zavražděn. Kolem případu dodnes existuje mnoho pochybností a spekulací. Vražda premiéra silně zasáhla švédskou společnost, která si desítky let zakládala na budování atmosféry důvěry a otevřenosti. Naznačila, že švédská společnost vstoupila do zcela jiné fáze vývoje, než jakou byl erlanderovský sociální stát 50. a 60. let. Silná koheze společnosti byla neudržitelná mj. kvůli masivní imigraci z neevropských zemí, kterou vlády spustily v 70. letech.
Začátkem 90. let došlo navíc k hospodářské krizi s vysokou nezaměstnaností a krachem mnoha bank a firem. Švédsko začalo prvně hovořit o odbourávání přebujelého sociálního státu. Premiér Ingvar Carlsson se pokusil o daňovou reformu, díky čemuž se sociální demokraté poprvé od války dostaly do těžkého střetu s odbory. Reakcí na otřesené jistoty byla i koroze idejí neutrality - v roce 1995 Švédsko vstoupilo do Evropské unie, vstup vyjednal pravicový premiér Carl Bildt. V referendu konaném v roce 2003 ovšem většina Švédů odmítla se zříct vlastní měny a nepřijala euro. Referendum vypsal sociálnědemokratický premiér Göran Persson. Jeho éra však naznačila, že Švédsko má i řadu jiných problémů než ekonomických, především nezvládnuté přistěhovalectví – Persson v úřadě čelil vraždě své ministryně zahraničí Anny Lindhové Švédem srbského původu Mijailo Mijailovićem či útokům muslimů po publikování karikatur proroka Mohameda, kvůli nimž také rezignovala nástupnice Lindhové, ministryně zahraničí Laila Freivaldsová.
Že však sociální stát je stále klíčovou vizí švédské společnosti dokazuje vítězství sociálních demokratů ve volbách roku 2014, kdy se do čela země postavil bývalý svářeč a odborář, sociální demokrat Stefan Löfven. Zároveň však problémy s migrací i ve Švédsku výrazně posílily nacionalisty – Švédské demokraty.